# Theozotos
Theozotos war ein griechischer Töpfer, tätig in der Mitte des 6. Jahrhunderts v. Chr. in Athen.
Von ihm ist nur eine signierte Vase bekannt, ein schwarzfiguriger Kyathos aus Vulci, heute in Paris, Louvre F 69. Auf ihm ist die Genreszene dargestellt, wie ein Hirte mit zwei Hunden eine fünfzehnköpfige Ziegenherde hütet.
Der Töpfer könnte nach dem Namen ein Böoter gewesen sein und die Ikonographie der Darstellung erinnert an die des böotischen Gamedes-Maler.